# Chorolque

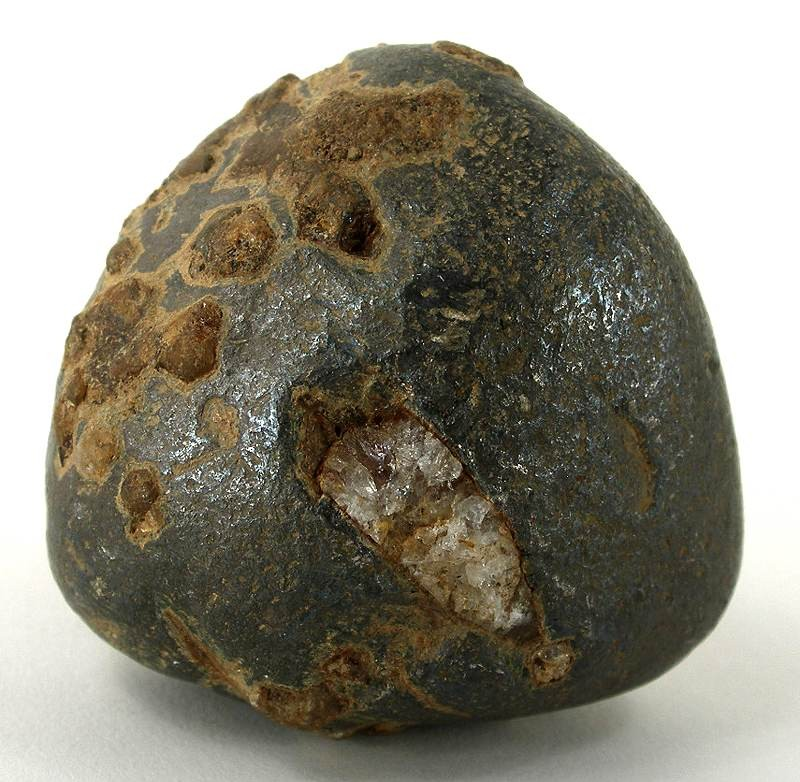
Wismut-Knolle aus der Mine Chorolque

Der Cerro Chorolque ist ein erloschener Vulkan im Departamento Potosí im Höhenzug der Cordillera de Chichas im südamerikanischen Anden-Staat Bolivien.
Der Chorolque ist reich an Erzvorkommen von Zinn, Wismut, Silber, Gold und Kupfer und wird durch Bergwerke („Mina Chorolque“) von verschiedenen Seiten her ausgebeutet. Die Höhenangaben für den Cerro Chorolque schwanken zwischen 5552 und 5615 m. Am Fuß des Berges befindet sich die Minensiedlung Santa Bárbara, sie ist mit 2221 Einwohnern (Volkszählung 2012) auf 4774 m Höhe die höchstgelegene dauerhafte Ortschaft Boliviens.
Im Jahr 2007/2008 wurde ein südkoreanischer Dokumentarfilm über die Lebens- und Arbeitsbedingungen in der Mine Chorolque gedreht, der unter anderem im Jahr 2008 zum Vorführprogramm des Festivals „One World Berlin“ gehörte.